# Pavonia reitzii
Pavonia reitzii är en malvaväxtart som beskrevs av Antonio Krapovickas och Cristobal. Pavonia reitzii ingår i släktet påfågelsmalvor, och familjen malvaväxter. Inga underarter finns listade i Catalogue of Life.